# گرگ ولنتاین
گرگ ولنتاین (انگلیسی: Greg Valentine؛ زادهٔ ۲۰ سپتامبر ۱۹۵۱) کشتی‌گیر کشتی حرفه‌ای، و هنرپیشه اهل ایالات متحده آمریکا است.
نام وی در تالار شهرت دبلیو دبلیو ای ثبت شده‌است.